# Kabul Bank (clube de futebol)
Kabul Bank (em pashto: کابل بانک) é um time do futebol afegão e atua na primeira divisão do futebol de seu país. O clube é de propriedade do Kabul Bank.

## Títulos
- Kabul Premier League: 2009
- Kandahar Championship: 2010[2]

## Jogadores notáveis
- Zohib Islam Amiri
- Hamid Yosufzai
- Israfeel Kohistani
- Hafizullah Qadami